# Периця Букич
Периця Букич (20 лютого 1966) — хорватський ватерполіст.
Олімпійський чемпіон 1984, 1988 років, срібний призер 1996 року.
Чемпіон світу з водних видів спорту 1986, 1991 років.
Срібний призер Чемпіонату Європи з водного поло 1985, 1987 років.